# Bistum Sandomierz
Das Bistum Sandomierz (lat.: Dioecesis Sandomiriensis, poln.: Diecezja sandomierska) ist eine in Polen gelegene römisch-katholische Diözese mit Sitz in Sandomierz.

## Geschichte

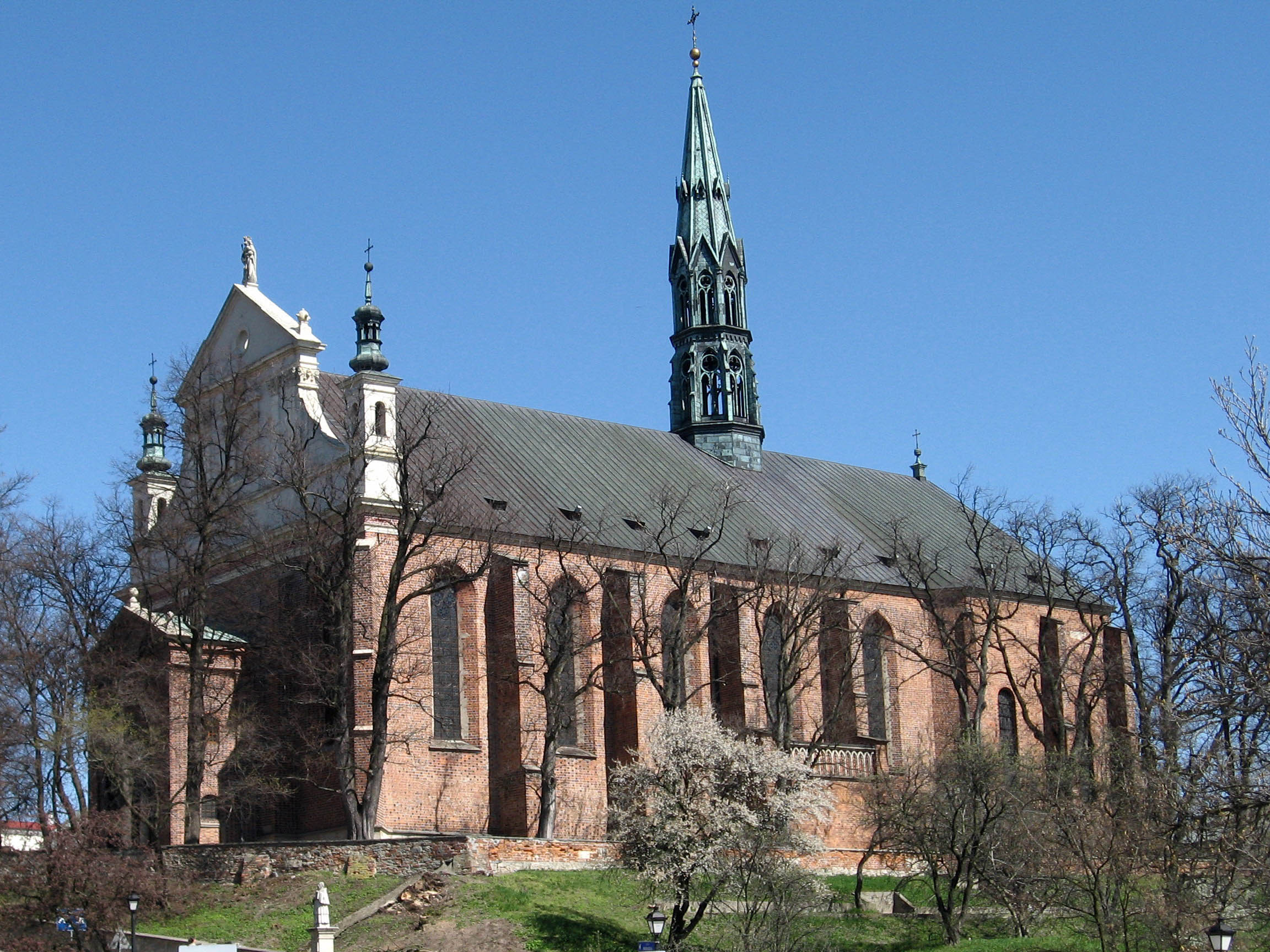
Kathedrale Mariä Geburt in Sandomierz

Das Bistum Sandomierz wurde am 30. Juni 1818 durch Papst Pius VII. mit der Päpstlichen Bulle Ex imposita nobis errichtet und dem Erzbistum Warschau als Suffraganbistum unterstellt.
Am 3. Oktober 1981 wurde der Name des Bistums Sandomierz in Bistum Sandomierz-Radom geändert.
Am 25. März 1992 wurde das Bistum Sandomierz-Radom durch Papst Johannes Paul II. mit der Apostolischen Konstitution Totus Tuus Poloniae populus in die Bistümer Sandomierz und Radom geteilt und das Bistum Sandomierz nunmehr dem Erzbistum Lublin als Suffragandiözese unterstellt.

## Dekanate
- Baranów Sandomierski
- Gorzyce
- Janów Lubelski
- Klimontów
- Koprzywnica
- Modliborzyce
- Nisko
- Opatów
- Ostrowiec Świętokrzyski
- Ożarów
- Połaniec
- Pysznica
- Raniżów
- Rudnik nad Sanem
- Sandomierz
- Stalowa Wola
- Staszów
- Szewna
- Święty Krzyż
- Tarnobrzeg –Süd
- Tarnobrzeg –Nord
- Ulanów
- Zaklików
- Zawichost

## Bistumspatrone
- Hl. Stanislaus von Krakau  11. April
- Hl. Wincenty Kadłubek Bischof von Krakau  8. März